# اندريا كاراتشيولو
اندريا كاراتشيولو (بالإيطالية: Andrea Caracciolo)‏ (18 سبتمبر 1981 بميلانو في إيطاليا - ) هو لاعب كرة قدم إيطالي في مركز الهجوم. شارك مع منتخب إيطاليا تحت 20 سنة لكرة القدم ومنتخب إيطاليا تحت 21 سنة لكرة القدم ومنتخب إيطاليا لكرة القدم. أما مع النوادي، فقد لعب مع إيه سي ميلان ونادي باليرمو ونادي برو فيرتشيلي ونادي بريشيا ونادي بيروجيا ونادي جنوى ونادي سامبدوريا ونادي كومو ونادي نوفارا وAS Sancolombano Calcio ‏.

## وصلات خارجية
- اندريا كاراتشيولو على موقع قاعدة بيانات كرة القدم.إي يو (الإنجليزية)
- اندريا كاراتشيولو على موقع بيانات كرة القدم. دي إي (الألمانية)
- اندريا كاراتشيولو على موقع ليكيب (الفرنسية)
- اندريا كاراتشيولو على موقع ناشيونال فوتبول تيمز (الإنجليزية)
- اندريا كاراتشيولو على موقع Soccerway.com (الإنجليزية)
- اندريا كاراتشيولو على موقع عالم كرة القدم.نت (الإنجليزية)